# Fabrizio Moretti
Fabrizio Moretti (Rio de Janeiro, 2 juni 1980) is de drummer van de Amerikaanse rockband The Strokes. Hij is sinds 1999 betrokken bij de band en heeft meegewerkt aan alle albums. Zijn bijnaam luidt Fab.

## Biografie
Moretti heeft een Braziliaanse vader en een Italiaanse moeder. Ondanks dat hij op zijn vierde naar New York verhuisde, spreekt Moretti redelijk Portugees. Op zijn vijfde begon Moretti met drummen. Tijdens zijn schoolperiode had Moretti aspiraties om les te gaan geven in kunst. Zijn drumtalent kon hem echter een grotere toekomst bieden en Moretti besloot te stoppen met school. Hij sloot zich aan bij The Strokes (Julian Casablancas en Nick Valensi kende hij van zijn middelbare school). Dit werd meteen de doorbraak voor Moretti: The Strokes hebben tot op heden al wereldwijd meer dan 1 miljoen albums verkocht.
Naast the Strokes is Moretti bezig met een ander project; de band Little Joy, waarin hij naast drums ook gitaar en piano speelt.

### Privé-leven
Moretti is mede-oprichter en voorzitter van de JuDi Foundation, een stichting dat geld inzamelt voor onderzoek naar een oplossing voor diabetes met behulp van stamcellen. Moretti had sinds 2002 een relatie met actrice Drew Barrymore, maar die zette in januari 2007 na 5 jaar een punt achter hun relatie.